# Dobozi Eszter
Dobozi Eszter (Cegléd, 1956. április 30. – Kecskemét, 2019. október 9.) József Attila- (2010) és Babérkoszorú-díjas (2018) író, költő, tanár, szerkesztő. Alföldy Jenő felesége.

## Életpályája
Szülei Dobozi Ferenc és Kökény Eszter. 1979-ben a József Attila Tudományegyetemen végzett, magyar–történelem szakon. 1978 óta publikált verseket, tanulmányokat és szociográfiát. 1979–80-ban Cegléden, 1980–81-ben Kecskeméten tanított. 1982-től a Katona József Társaság tagja, 1989-től a Forrás munkatársa, 2007-től a Kecskeméti Művészetoktatási Intézmények igazgatója, 1995 és 2019 között a Kecskeméti Kodály Zoltán Ének-zenei Általános Iskola, Gimnázium, Szakgimnázium és Alapfokú Művészeti Iskola, illetve jogelődjének igazgatója volt. 1999-ben a BME Gazdaság és Társadalomtudományi Karának közoktatási vezető szakán szerzett képesítést.

## Művei

### Önálló kötetei
- Az Egy (versek), Magvető Könyvkiadó, 1986
- Látó (versek), Orpheusz Könyvkiadó, 1991
- „Csak a napnyugtát níztük” (dokumentumkönyv), Csokonai Könyvkiadó, 1991
- Tíz körömmel (szociográfia), Széphalom Könyvműhely, 1994
- Fehér (versek), Orpheusz Könyvkiadó, 1998
- Kettőztető (versek), Antológia Kiadó, 2001
- Másolhatatlan (versek), Ister Kiadó, 2005
- Túl a rákbarakkon. Angelika naplójából (regény), Magyar Napló Kiadó, 2008
- Sánta Kata (regény), Magyar Napló Kiadó, 2011
- Kötés (versek); Orpheusz, Bp., 2013
- Kísért a lehetetlen; Orpheusz, Bp., 2014
- Ahogy ő néz, ahogy ő lát. Válogatott és új versek; Magyar Napló, Bp., 2015
- Hószín átfut, sár fennakad; Orpheusz, Bp., 2018
- A szülőföld kiterjesztése; Kecskeméti Kortárs Művészeti Műhelyek, Kecskemét, 2019

### Tanulmányai
- A játék Szilágyi Domokos költészetében, Forrás, 1985/10
- Spirális pályán. Lászlóffy Aladár költészetéről, Forrás, 1986
- „Rejtőzhetsz már tőlem, Istenem”. Istenélmény a mai magyar irodalomban, Nyelvünk és kultúránk, 1987
- Költők a nyelvről, Nyelvünk és kultúránk, 1988
- Magyar nők szovjet lágerekben, Hitel, 1989/18,19
- Tiszaladányiak szovjet lágerekben, Napjaink, 1989/12, 1990/1
- Az egyenjogúság ára, Kapu, 1990
- „Jövő időben ragozott igék,/ ti tettek hátizsákjai”. Az idő problémája Szőcs Géza költészetében, Jászkunság, 1991/2-3
- Kezdet és vég. Tűnődések Márai Sándor Emlékezéseit olvasva, Holnap, 1992/2
- „A szem örömei” – vagy a szem csapdái. Orosz István grafikáiról, Forrás, 2002/2
- „…a világ is megvonja magát tőled” (Motivikus ismétlődések Rakovszky Zsuzsa A kígyó árnyéka című regényében), Forrás, 2003/5
- Vasárnapi írók, dekonstruktív epigonok, Forrás, 2003/9
- Sorsok és tájak, Magyar Napló, 2004/7
- Meddig kísérnek meséink? Forrás, 2006/7-8.
- Kodály Zoltán nyelvészeti munkái, Magyar Nyelvőr, 2007/4
- Kodály Zoltán tanulmányainak stílusáról, Forrás, 2007/12.

## Díjai, kitüntetései
- Móricz Zsigmond-ösztöndíj (1989)
- Bács-Kiskun Megye művészeti díja (1989)
- Pilinszky János-díj (1992)
- Az Év Könyve-díj (1995)
- Kölcsey-díj (2000)
- Arany János-díj (2004)
- Kecskemét Városért Oktatási Díj (2005)
- Bács-Kiskun megyei Príma díj (2008)
- József Attila-díj (2010)
- A Magyar Érdemrend lovagkeresztje  (2012)
- Bács-Kiskun Megyéért Díj (2016)[3]
- A Magyar Művészeti Akadémia Irodalmi Tagozatának Illyés Gyula díja (2016)[4]
- Magyarország Babérkoszorúja díj (2018)